# ASPIS
ASPIS (auch: Aspis) ist ein österreichisches Forschungs- und Beratungszentrum für Opfer von Gewalt in Klagenfurt am Wörthersee. Aspis wurde 1998 an der Universität Klagenfurt gegründet und ist als Verein organisiert. Ursprünglich sollte ASPIS die mangelnde psychologische Betreuung von Flüchtlingen in Kärnten verbessern helfen. Mit Stand 2011 betreut Aspis in Kärnten vor allem Flüchtlinge aus Tschetschenien.

## Tätigkeit
Die Leistungen von Aspis umfassen Traumaberatung, Krisenintervention, psychologische Beratung, Psychotherapie und Psychosoziale Betreuung. Die Klienten von Aspis kommen aus Österreich und aus dem Ausland. Sie sind Opfer von Überfällen, Vergewaltigung, familiärer Gewalt oder haben Traumata durch Vertreibung, Folter und Krieg erlitten. Unabhängig von ihrer finanziellen Situation und ihrem rechtlichen Status leistet Aspis diesen Menschen medizinische und psychotherapeutische Hilfe. Es gibt eine Zusammenarbeit mit dem Weißen Ring, der österreichischen Organisation zur Unterstützung von Kriminalitätsopfern und mit dem Wiener Büro des Hochkommissärs der Vereinten Nationen für die Flüchtlinge (UNHCR) und vielen NGOs. Bereits 1998/1999 erhielt die Traumaberatungseinrichtung eine Grundfinanzierung, weil sie zeigen konnte, dass inländische Verbrechens- und Gewaltopfer von der Einrichtung profitieren würden und somit (Konkurrenz-)Angst vor einer besseren Betreuung von Flüchtlingen im Vergleich mit diesen unberechtigt ist. Im Jahr 2010 wurden Projekte von ASPIS durch den Europäischen Flüchtlingsfonds und das Bundesministerium für Inneres kofinanziert, Landesfördermittel wurden dem Verein 2011 gestrichen.
Vorstand von Aspis ist Klaus Ottomeyer. Aspis wurde 2011 mit dem den Bruno-Kreisky-Preis für Verdienste um die Menschenrechte ausgezeichnet.